# Milk and Toast and Honey
A Milk and Toast and Honey című dal a svéd Roxette duó 2001. szeptember 16-án megjelent 3. és egyben utolsó kimásolt kislemeze a Room Service című stúdióalbumról. Ez volt az egyetlen kislemez, mely az albumról kimásolt dalok közül megjelent az Egyesült Királyságban. Ott a 89. helyig sikerült jutnia a slágerlistán. A dal jó helyezést ért el, különösen a portugál nyelvterületen.

## A dal összetétele
A dalt Per Gessle írta, aki elmondta, hogy a dallamot fél évig hordozta magában, mielőtt leírta, és elkészítette a dal demó felvételét, a Halmstadban lévő Tits & Ass stúdióban. A duó 2002-es The Ballad Hits című válogatáslemezének megjelenésekor Fredriksson úgy nyilatkozott a dalról, hogy keményebben kellett dolgoznia a dalon, mint más korábbi daloknál, hogy megtalálják azt a pillanatot a dalban, amit kerestek.
A dal felvételeiről Fredriksson a következőket mondta: A "Room Service" felvételeink a lehető legkevesebb időt töltöttem, és volt olyan, hogy míg a dalokat énekeltem fel a stúdióba, a stúdió előtt a taxi várt rám. Elment a kedvem az egésztől, amikor feszültség lett Michael Ilbert társproducer és én köztem, és kijelentettem, hogy csak Per-rel, és Clarence Öfwerman-nal kívánok együtt dolgozni. Ilbert mindenkinek panaszkodott, hogy gyenge a hangom, és újra kell énekelnem a dalokat, és a dal sem a legjobb. Addig bírált, míg sírni kezdtem, és nem voltam boldog az együttesben.
Az Ultimate Guitar című szaklap szerint a dal mérsékelten gyors tempójú a maga 141 BPM /perc ritmussal. A verse C – Em – Am – C – F – C – G két ismétlésből áll, és az előkórus is rövid F – C – G sávokból áll. aZ Első kórusrész két C – F – Am – G szekvenciából áll, és az azt követő kórusrésszel, valamint az outro-val egy oktávval D – G – Bm – A módosítva ismétlődik.

## Sikerek
A kislemez csak Európában és Ausztráliában került kereskedelmi forgalomba. Az albumról kimásolt kislemezek közül az egyetlen dal volt, mely az Egyesült Királyságban megjelent, azonban ott is csak a 89. helyig jutott. A svéd kislemezlistán a 21. helyezett volt, és 14 hetet töltött ott. Ez volt a svéd kislemezlistán a leghosszabb időt töltött daluk, az 1995-ös "You Don't Understand Me" óta. A svájci kislemezlistán a 29. helyezett volt, és 17 hétig volt helyezett, az 1994-es Sleeping in My Car óta.

## Megjelenések
Minden dalt Per Gessle írt.
- CD Single  Ausztrália ·  Európai Unió EMI 8797140

1. "Milk and Toast and Honey" – 4:03
2. "Milk and Toast and Honey" (Active Dance Remix) – 3:49
3. "Milk and Toast and Honey" (Shooting Star Treatment) – 4:18
4. "Milk and Toast and Honey" (Tits & Ass Demo, 2–3 August 1999) – 4:20
5. "Real Sugar" (Enhanced Video) – 3:27

- CD Single  Egyesült Királyság EMI CDEM-604

1. "Milk and Toast and Honey" (Single Master) – 4:03
2. "Milk and Toast and Honey" (Active Dance Remix) – 3:49
3. "Milk and Toast and Honey" (Shooting Star Treatment) – 4:18
4. "Milk and Toast and Honey" (Enhanced Video) – 4:03

- 12" – promo (12EMDJ-604)

1. "Milk and Toast and Honey" (Active Dance Remix, Extended) – 6:11
2. "Milk and Toast and Honey" (Active Dance Remix, Version 2) – 3:48
3. "Milk and Toast and Honey" (Shooting Star Treatment) – 4:18
4. "Milk and Toast and Honey" (Active Dance Remix) – 3:49

## Slágerlista
| Slágerlista (2001)                    | Legjobb helyezések |
| ------------------------------------- | ------------------ |
| Belgium (Ultratop 50 Flanders)        | 49                 |
| Belgium (Ultratip Wallonia)           | 8                  |
| Brazil (ABPD)                         | 4                  |
| Brazilian Airplay (Pro-Música Brasil) | 17                 |
| European Hot 100 (Billboard)          | 76                 |
| Németország (Media Control Charts)    | 54                 |
| Hollandia (Single Top 100)            | 80                 |
| Poland (Polish Airplay Charts)        | 23                 |
| Portugal (Portuguese Singles Chart)   | 5                  |
| Romania (Romanian Top 100)            | 6                  |
| Spain (AFYVE)                         | 29                 |
| Spanish Airplay (AFYVE)               | 18                 |
| Svédország (Sverigetopplistan)        | 21                 |
| Svájc (Schweizer Hitparade)           | 29                 |
| Egyesült Királyság (UK Singles Chart) | 89                 |

| Slágerlista (2001)                  | Helyezés |
| ----------------------------------- | -------- |
| Romanian Singles (Romanian Top 100) | 42       |